# Caranha-real
A caranha-real (Pristipomoides zonatus), é uma espécie de caranha de águas profundas que é nativa da região do Indo-Pacífico. Possui o corpo prateado avermelhado com listras e cauda amarelas, além de possuir olhos azulados, próximos ao tom de roxo. É uma espécie predadora, que se alimenta de pequenos peixes e invertebrados. Tem o costume de viver próximo de fundos rochosos e fendas. Mesmo sendo uma espécie de águas profundas, sua busca no comercio de pesca artesanal é muito forte, pois é um peixe muito apreciado na culinária asiática.
A caranha-real é nativa do Indo-Pacífico, podendo ser encontrada de Madagascar até o Havaí e Polinésia Francesa para a Austrália e Lord Howe, além de ser considerada uma espécie vagante em Galápagos.